# W69 (核弾頭)
W69は、アメリカ合衆国が開発した核弾頭である。アメリカ空軍のSRAMミサイルの弾頭として運用された。

## 概要
1970年代前半に開発され、1971年10月-1976年8月にかけて生産された。生産数は1,500発。老朽化や古い設計のため誤作動・誤爆の危険性が考えられ、1990年より退役が検討されてきたが、冷戦の終結とともにSRAMは退役し、W69の配備も1994年までに終了した。
W69は、B61核爆弾に用いられた弾頭の改良型であり、大きさは直径15インチ、長さ30インチ、重量275ポンドであった。熱核弾頭で、核出力は可変式であり、170-200ktであった。